# Uncharted: The Enigma of Penitence
Uncharted: The Enigma of Penitence is een overdekte stalen lanceerachtbaan in Spaanse attractiepark PortAventura Park. De attractie is gethematiseerd naar Uncharted.

## Geschiedenis
In april 2022 startte PortAventura met de bouw van een nieuwe, nog onbekende attractie in het Far West themagebied. Op 30 november van dat jaar maakte het park bekend dat PortAventura een deal had gesloten met Sony Pictures Studios om een darkride achtbaan te bouwen rondom de film Uncharted. De bedrijven Intamin en Sally Dark Rides waren betrokken bij de totstandkoming van de attractie. De totstandkoming van deze attractie was een investering van 25 miljoen euro door het park. De achtbaan betrof een multi dimension coaster van Intamin met vijf lanceringen.
Op 17 juni 2022 ging de achtbaan open voor het publiek, maar op de openingsdag had de achtbaan te kampen met enkele storingen.

## Thema
Bezoekers van de achtbaan ervaren de ontdekking van ontdekkingsreizigers Nathan Drake en Sully terwijl ze op zoek zijn naar een grote Azteekse schat die 500 jaar geleden verborgen was in "Penitence Mountain". In een aantal wachtruimte wordt het achtergrondverhaal van de attractie voor de bezoekers uit de doeken gedaan.